# Lư Hán
Lư Hán (卢汉) (1895-1974) tên thật là Bang Hán (邦汉, tự là Vĩnh Hành 永衡) người Thiệu Thông tỉnh Vân Nam.
Lư Hán vốn xuất thân trong một gia đình đại địa chủ vùng Viêm Sơn, ông là em họ của Long Vân. Năm 1911 ông cùng Long Vân tham gia phong trào Bảo Lộ, tháng 10 năm 1911 khởi nghĩa Vũ Xương nổ ra, tiếp đó khởi nghĩa Trùng Cửu (mồng 9 tháng 9) cũng nổ ra ở Vân Nam. Sau khi chính phủ Vân Nam được thành lập, Ông và Long Vân cùng tham gia quân đội và được gửi đến học ở trường Lục Quân Vân Nam. Sau đó ông đảm nhận chức phó quan thiếu tá bên cạnh Đường Kế Hiểu. Năm 1922 ông được thăng nhiệm chức Lữ trưởng Lữ đoàn số 7 thuộc quân đoàn số 5 tỉnh Vân Nam. Năm 1927 Long Vân bị quân của Hồ Nhược Hắc bao vây, ông đem quân giải cứu cứu được Long Vân và sau đó được thăng chức Sư trưởng sư 98.
Tháng 7 năm 1937 nổ ra cuộc chiến chống Nhật, Ông cùng Long Vân hưởng ứng lời kêu gọi của Đảng CS TQ cùng đứng về một chiến tuyến cùng đấu tranh chống Nhật. Trong lần biên chế lại Lục quân ông được giao chức quân đoàn trưởng quân đoàn 60. Năm 1938, quân đoàn 60 nhận nhiệm vụ tham gia chiến dịch Đài Nhi Trang ở Từ Châu, quân Vân Nam chết đến quá nửa.
Quân Vân Nam sau đó còn tham gia hội chiến ở Vũ Hán, sau đó quân đoàn số 58 của Long Vân và quân đoàn 3 cùng tham gia mặt trận chống Nhật ở Hàng Châu và gộp với quân đoàn 60 thành quân đoàn 30, Lư Hán nhậm chức Tư lệnh quân đoàn. Năm 1940 quân Nhật chiếm Việt Nam, biên giới Việt Nam và Vân Nam khá căng thẳng, Long Vân điều hai sư là 182 và 184 về coi giữ và giao cho Lư Hán làm tổng tư lệnh.
Năm 1945 Lư Hán quay về Côn Minh và đảm nhiệm các chức: Chủ tịch tỉnh Vân Nam, Tư lệnh An Ninh tỉnh kiêm hiệu trưởng học viện quân sự Xương Nghi. Tháng 7 năm 1948 Lư Hán hạ lệnh trấn áp học sinh Côn Minh tạo ra sự kiện thảm sát 15 tháng 7. Năm 1949 Lư Hán còn tạo ra vết nhơ trong vụ thảm sát 21 người vô tội trên đường phố Nam Bình.
Sau đó cánh Lư Hán và Long Vân dưới sự chỉ đạo của TW DCS TQ và Ủy ban Công hội tỉnh Vân Nam và dưới sự chi viên của quân giải phóng nhân dân, cùng đấu tranh ở Vùng biên giới giữ Vân Nam và Quý Châu. Và đến ngày 9.12.1949 đã nổ ra khởi nghĩa Côn Minh, Tỉnh Vân Nam tuyên bố giải phóng trong hòa bình.
Sau năm 1950, Lư Hán lần lượt đảm nhiệm các chức Chủ tịch quân ủy Vân Nam, phó chủ tịch quân ủy Tây Nam, ủy viên thường vụ quốc hội, thường vụ ủy ban chính - hiệp (giống như MTTQ) Trung quốc, ủy viên bộ quốc phòng, phó chủ nhiệm UBTDTT, thường vụ TƯ UB dân cách vv..
Lư Hán mất tại Bắc Kinh ngày 13.5.1974 thọ 79 tuổi.